# Nommay
Nommay é uma comuna francesa na região administrativa de Borgonha-Franco-Condado, no departamento de Doubs. Estende-se por uma área de 3,19 km². Em 2010 a comuna tinha 1 668 habitantes (densidade: 522,9 hab./km²).